# 中日本航空専門学校
中日本航空専門学校（なかにっぽんこうくうせんもんがっこう）とは、岐阜県関市にある私立の専門学校。設置者は学校法人神野学園。

## 概要
- 建学の精神は「技術者たる前に良き人間たれ」
- 平成19年度からエアラインと共同で一等航空運航整備士の養成を開始した。
- エアラインやその系列の整備専門会社をはじめ、航空機製造会社やグランドサービス会社など、多くの者が航空業界へと就職している。就職率は、ほぼ毎年100%近くになる。
- 専門科目の他に人間学という独自の科目があり、社会人として生きていくための基本を学ぶ。
- 学校が岐阜県にあるにもかかわらず、岐阜県出身の者は少なく全国各地から生徒が来ている。
- 2010年4月より、エアポートサービス科にグランドスタッフコースを新設する。
- 2016年4月より、航空整備科に飛行機タービンコースを新設する。
- 2017年4月、グラウンドに航空生産科及びエアポートサービス科の新校舎が完成。
- 2018年4月より、航空整備科 一等航空運航整備士（B767）コースを廃止し、エアライン（ANA・JAL）整備士養成コースを新設。前身の一等航空運航整備士コース同様、エアラインと提携して大型機教育を実施、一等航空整備士の取得を目指す。
- 2023年4月より、航空整備科 航空電子コースを航空ロボティクス科に改組、航空生産科をエアロスペース科に名称変更。

食堂も新しく新校舎に移動したが、航空整備科の教室からは遠く整備科の生徒からはあまり使われていない。

## 設置学科
- 航空整備科（昼間 3年）

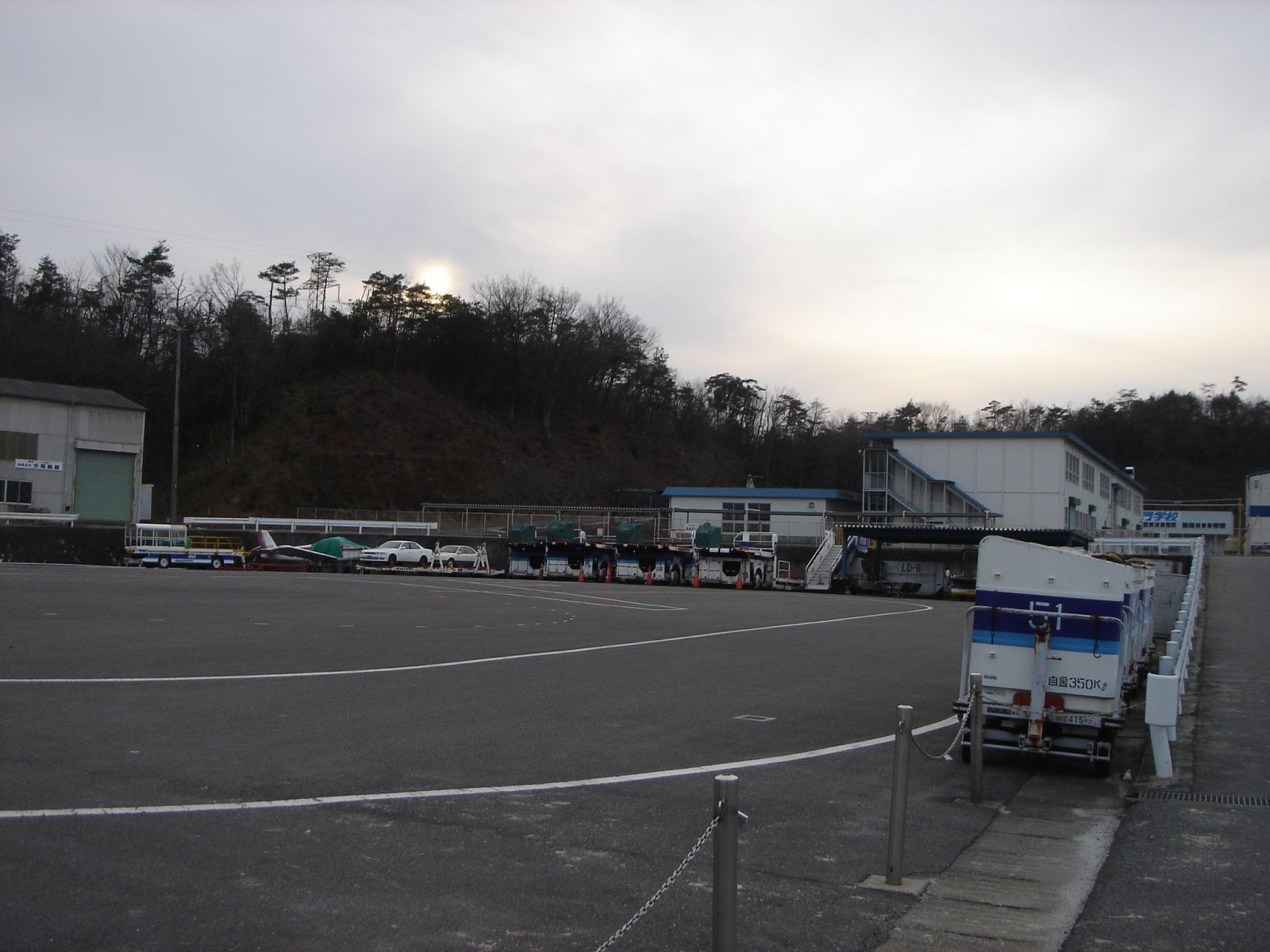
エアポートサービス科実習場。2008年撮影。

  - エアライン（ANA・JAL）整備士養成コース
  - 二等航空整備士コース（飛行機タービン専攻）
  - 二等航空整備士コース（飛行機ピストン専攻）
  - 二等航空整備士コース（ヘリコプタータービン専攻）
- エアロスペース科（航空生産科より名称変更）（昼間 3年）
- 航空ロボティクス科（航空整備科 航空電子コース改組）（昼間 3年）
- エアポートサービス科（昼間 2年）　
  - グランドハンドリングコース
  - キャビンアテンダント・グランドスタッフコース

## 沿革
- 1970年 - 開校

## 所在地
- 岐阜県関市迫間1577

## 学生寮
- 約7割の学生が寮に入る。寮のタイプは風呂・トイレが付いている寮と付いていない寮があり、寮によっては夕食が出るところもあるが、基本は自炊になる。
- 学校から学生寮までの距離が2km以内は自転車か徒歩が基本だが、2km以上になると原付やバイクでの通学が可能になる、また自宅からなどの遠方から通学してくる学生は自動車や大型バイクが許可される。
- 寮に入らず、一般的なアパートに住んでいる学生もいる。
- JR「鵜沼駅」より無料のスクールバスが運行されており、遠方からの通学者は主にこれを利用する。

## 関連学校
- 岐阜医療科学大学
- 中日本自動車短期大学